# Christian Hammer (Boxer)
Christian Hammer (* 27. September 1987 in Galați, Rumänien als Cristian Ciocan) ist ein in Deutschland beheimateter deutsch-rumänischer Schwergewichts-Boxer.

## Amateurkarriere
Cristian Ciocan lernte das Boxen in Rumänien unter Trainer Felix Păun. Er kämpfte als Amateur im Superschwergewicht und gewann 2006 die Goldmedaille bei den Junioren-Weltmeisterschaften in Agadir, wobei er die Starter aus Kasachstan, China und Usbekistan, sowie den US-Amerikaner Michael Hunter besiegen konnte.
Bei den Erwachsenen gewann er 2007 eine Bronzemedaille bei den EU-Meisterschaften in Dublin und startete bei der europäischen Olympiaqualifikation 2008 in Athen, wo er sich gegen Azer Mamadov und Erkan Teper durchsetzen konnte, dann aber im Halbfinale gegen David Price ausschied.

## Karriere
Im Jahr 2008 kam er nach Deutschland und nahm später auch die deutsche Staatsangehörigkeit an. Sein Geburtsname Ciocan bedeutet auf Deutsch Hammer. Am 28. September 2012 gewann er gegen Danny Williams den vakanten WBO-Europameistertitel im Schwergewicht durch Technischen K. o. in der vierten Runde. Am 28. Februar 2015 verlor er den Kampf gegen den Briten Tyson Fury durch Aufgabe nach der achten Runde. Mit einem Sieg hätte er die Chance gehabt, Weltmeister Wladimir Klitschko herausfordern zu können. Zuvor war er vier Jahre unbesiegt geblieben.
Gegen die Veteranen Sherman Williams und Michael Sprott kämpfte er sich zurück und im Oktober 2016 schlug er den ehemaligen Europameister Erkan Teper. Im Februar 2017 gelang ihm ein vorzeitiger Sieg gegen David Price. Im Dezember 2017 kam es in Russland zum Kampf gegen Alexander Powetkin, der mit einer einstimmigen Punktniederlage Hammers endete. 2018 folgte ein Duell in Hamburg gegen Michael Wallisch. Hammer gelang dabei ein K.-o.-Sieg in der 5. Runde. Am 2. März 2019 stieg Hammer in Brooklyn, New York City, USA gegen den Top-Ten-Boxer Luis Ortiz aus Kuba in den Ring. Nach einem couragiert geführten Kampf verlor er einstimmig nach Punkten.
Im Oktober 2021 musste Hammer im Kampf gegen Hughie Fury nach einer Bizepsverletzung aufgeben.

## Profikämpfe
| Jahr                                             | Lfd.Nr. | Tag           | Ort                                          | Gegner                    | Ergebnis für Hammer              |
| ------------------------------------------------ | ------- | ------------- | -------------------------------------------- | ------------------------- | -------------------------------- |
| 2008                                             | 1.      | 1. November   | König-Pilsener-Arena, Oberhausen             | Robert Gregor             | Niederlage/Aufgabe 1. Runde      |
| 2009                                             | 2.      | 2. Mai        | Halle 7, Bremen                              | Nikolay Marinov           | Punktsieg (einstimmig)           |
| 2009                                             | 3.      | 6. Juni       | König-Pilsener-Arena, Oberhausen             | Aleksandrs Borhovs        | Sieg/TKO 2. Runde                |
| 2009                                             | 4.      | 11. Juli      | Ring-Arena am Nürburgring                    | Jevgenijs Stamburskis     | Sieg/TKO 2. Runde                |
| 2009                                             | 5.      | 21. November  | Sparkassen-Arena, Kiel                       | Hans-Jörg Blasko          | Sieg/TKO 2. Runde                |
| 2010                                             | 6.      | 9. Januar     | Bördelandhalle, Magdeburg                    | Remigijus Ziausys         | Punktsieg (einstimmig)           |
| 2010                                             | 7.      | 24. April     | Alsterdorfer Sporthalle, Hamburg             | Markus Tomala             | Punktsieg (einstimmig)           |
| 2010                                             | 8.      | 5. Juni       | Sportbox, Hameln                             | Serdar Uysal              | Sieg/KO 4. Runde                 |
| 2010                                             | 9.      | 17. Juli      | Sport- und Kongresshalle, Schwerin           | Mariusz Wach              | Niederlage/KO 6. Runde           |
| 2010                                             | 10.     | 4. Dezember   | Sport- und Kongresshalle, Schwerin           | Taras Bidenko             | Punktniederlage (mehrheitlich)   |
| 2011                                             | 11.     | 9. April      | Alsterdorfer Sporthalle, Hamburg             | Pavels Dolgovs            | Punktsieg (einstimmig)           |
| 2011                                             | 12.     | 18. November  | Kugelbake-Halle, Cuxhaven                    | Pavol Polakovic           | Sieg/TKO 2. Runde                |
| 2012                                             | 13.     | 11. Februar   | Boxsporthalle Braamkamp 1, Hamburg           | Serdar Uysal              | Sieg/TKO 2. Runde                |
| 2012                                             | 14.     | 30. März      | Maritim Hotel, Köln                          | Alexander Kahl            | Sieg/TKO 1. Runde                |
| 2012                                             | 15.     | 28. September | Sparkassen-Arena, Göttingen                  | Danny Williams            | Sieg/TKO 4. Runde                |
| 2013                                             | 16.     | 22. Februar   | Strada Henri Coanda, Galați                  | Oleksij Masikin           | Sieg/RTD 6. Runde                |
| 2013                                             | 17.     | 23. August    | Pationoarul Dunarea, Galați                  | Leif Larsen               | Sieg/KO 7. Runde                 |
| 2013                                             | 18.     | 20. Dezember  | Messe, Hamburg-Schnelsen                     | Kevin Johnson             | Punktsieg (einstimmig)           |
| 2014                                             | 19.     | 11. April     | Universal Hall, Berlin                       | Konstantin Airich         | Punktsieg (einstimmig)           |
| 2014                                             | 20.     | 31. Oktober   | Kugelbake-Halle, Cuxhaven                    | Irineu Beato Costa Junior | Punktsieg (einstimmig)           |
| 2015                                             | 21.     | 28. Februar   | The O2, London                               | Tyson Fury                | Niederlage/Aufgabe 8. Runde      |
| 2015                                             | 22.     | 28. August    | Pationoarul Dunarena, Galați                 | Sherman Williams          | Punktsieg (einstimmig)           |
| 2016                                             | 23.     | 18. März      | Circus, Bukarest                             | Michael Sprott            | Sieg/KO 1. Runde                 |
| 2016                                             | 24.     | 15. Oktober   | G 18 Halle, Hamburg-Wilhelmsburg             | Erkan Teper               | Punktsieg (gesplittet)           |
| 2017                                             | 25.     | 4. Februar    | Olympia, Kensington                          | David Price               | Sieg/TKO 7. Runde                |
| 2017                                             | 26.     | 19. Mai       | Barclaycard Arena, Hamburg                   | Zine Eddine Benmakhlouf   | Punktsieg (einstimmig)           |
| 2017                                             | 27.     | 15. Dezember  | DIVS, Jekaterinburg                          | Alexander Powetkin        | Punktniederlage (einstimmig)     |
| 2018                                             | 28.     | 15. September | ECB Boxgym, Hamburg                          | Tornike Puritchamiashvili | Sieg/RTD 3. Runde                |
| 2018                                             | 29.     | 15. Dezember  | Alsterdorfer Sporthalle, Hamburg             | Michael Wallisch          | Sieg/KO 5. Runde                 |
| 2019                                             | 30.     | 2. März       | Barclays Center, Brooklyn, New York City     | Luis Ortiz                | Punktniederlage (einstimmig)     |
| 2019                                             | 31.     | 21. Dezember  | Wiking Box Center, Wolgast                   | Saul Farah                | Sieg/TKO 1. Runde                |
| 2020                                             | 32.     | 27. November  | H Arena, Nantes                              | Tony Yoka                 | Punktniederlage (einstimmig)     |
| 2021                                             | 33.     | 15. Mai       | Sportstudio Baaden, Köln                     | Patryk Kowoll             | Sieg/TKO 3. Runde                |
| 2021                                             | 34.     | 16. Oktober   | Utilita Arena, Newcastle                     | Hughie Fury               | Niederlage Aufgabe nach 5. Runde |
| 2022                                             | 35.     | 1. Januar     | Seminole Hard Rock Hotel & Casino, Hollywood | Frank Sánchez             | Punktniederlage (einstimmig)     |
| 2022                                             | 36.     | 28. Mai       | Die Bucht, Hamburg                           | Drazan Janjanin           | Sieg/TKO 1. Runde                |
| 2022                                             | 37.     | 2. Juli       | Wembley Arena, London                        | Joseph Joyce              | Niederlage/TKO 4. Runde          |
| 2024                                             | 38.     | 17. März      | Europa Point Sports Complex, Gibraltar       | Dillian Whyte             | Niederlage Aufgabe 3. Runde      |
| 2024                                             | 39.     | 25. Oktober   | Moskau                                       | Artem Suslenkov           | Punktniederlage (einstimmig)     |
| Quelle: Christian Hammer in der BoxRec-Datenbank |         |               |                                              |                           |                                  |